# شونما
شونما (به لاتین: Shunema) یک منطقهٔ مسکونی در روسیه است که در استان آرخانگلسک واقع شده‌است.